# Beach volley ai Giochi della XXIX Olimpiade
Gli incontri di beach volley ai Giochi della XXIX Olimpiade furono disputati al Parco Chaoyang dal 9 al 22 agosto 2008.

## Qualificazioni
Ogni paese può mandare un massimo di 2 squadre.
| Criteri di qualificazione                                             | Maschile | Femminile |
| --------------------------------------------------------------------- | -------- | --------- |
| Classifica mondiale olimpica FIVB di Beach Volley (al 25 luglio 2008) | 23       | 23        |
| Paese organizzatore Cina                                              | 1        | 1         |
| TOTALE                                                                | 24       | 24        |

### Maschile
| No.                               | Pos.                              | Squadra                           | Paese                             |
| Classifica mondiale olimpica FIVB | Classifica mondiale olimpica FIVB | Classifica mondiale olimpica FIVB | Classifica mondiale olimpica FIVB |
| --------------------------------- | --------------------------------- | --------------------------------- | --------------------------------- |
| 1                                 | 1                                 | Rogers - Dalhausser               | Stati Uniti                       |
| 2                                 | 2                                 | Ricardo - Emanuel                 | Brasile                           |
| 3                                 | 3                                 | Márcio Araújo - Fabio Luiz        | Brasile                           |
| 5                                 | 4                                 | Nummerdor - Schuil                | Paesi Bassi                       |
| 6                                 | 5                                 | Xu - Wu                           | Cina                              |
| 7                                 | 6                                 | Brink - Dieckmann Ch.             | Germania                          |
| 8                                 | 7                                 | Barsouk - Kolodinsky              | Russia                            |
| 9                                 | 8                                 | Klemperer - Koreng                | Germania                          |
| 12                                | 9                                 | Gibb - Rosenthal                  | Stati Uniti                       |
| 13                                | 10                                | Schacht - Slack                   | Australia                         |
| 14                                | 11                                | Herrera - Mesa                    | Spagna                            |
| 15                                | 12                                | Heyer - Heuscher                  | Svizzera                          |
| 16                                | 13                                | Conde - Baracetti                 | Argentina                         |
| 17                                | 14                                | Kais Kr. - Vesik                  | Estonia                           |
| 18                                | 15                                | Doppler - Gartmayer               | Austria                           |
| 19                                | 16                                | Boersma E. - Ronnes               | Paesi Bassi                       |
| 21                                | 17                                | Geor - Gia                        | Georgia                           |
| 22                                | 18                                | Kjemperud - Skarlund              | Norvegia                          |
| 23                                | 19                                | Gosch - Horst                     | Austria                           |
| 24                                | 20                                | Laciga M. - Schnider              | Svizzera                          |
| 25                                | 21                                | Samoilovs - Pļaviņš               | Lettonia                          |
| 28                                | 22                                | Asahi - Shiratori                 | Giappone                          |
| 26                                | 23                                | Lione - Amore1                    | Italia                            |
| 84                                | 24                                | Fernandes - Morais                | Angola                            |

1 Nella squadra italiana Matteo Varnier, infortunato, è stato sostituito da Eugenio Amore.

### Femminile
| No.                               | Pos.                              | Squadra                           | Paese                             |
| Classifica mondiale olimpica FIVB | Classifica mondiale olimpica FIVB | Classifica mondiale olimpica FIVB | Classifica mondiale olimpica FIVB |
| --------------------------------- | --------------------------------- | --------------------------------- | --------------------------------- |
| 1                                 | 1                                 | Walsh - May-Treanor               | Stati Uniti                       |
| 2                                 | 2                                 | Tian Jia - Wang                   | Cina                              |
| 3                                 | 3                                 | Larissa - Ana Paula1              | Brasile                           |
| 4                                 | 4                                 | Xue - Zhang Xi                    | Cina                              |
| 5                                 | 5                                 | Branagh - Youngs                  | Stati Uniti                       |
| 6                                 | 6                                 | Talita - Renata                   | Brasile                           |
| 9                                 | 7                                 | Karantasiou - Arvaniti            | Grecia                            |
| 11                                | 8                                 | Goller - Ludwig                   | Germania                          |
| 12                                | 9                                 | Pohl - Rau                        | Germania                          |
| 13                                | 10                                | Cook - Barnett                    | Australia                         |
| 16                                | 11                                | Hakedal - Torlen                  | Norvegia                          |
| 20                                | 12                                | Maaseide - Glesnes                | Norvegia                          |
| 21                                | 13                                | F. Grasset - Larrea Peraza        | Cuba                              |
| 23                                | 14                                | Schwaiger - Schwaiger             | Austria                           |
| 25                                | 15                                | Van Breedam - Mouha               | Belgio                            |
| 26                                | 16                                | Esteves Ribalta - M. Crespo       | Cuba                              |
| 27                                | 17                                | Koutroumanidou - Tsiartsiani      | Grecia                            |
| 28                                | 18                                | Uryadova - Shiryaeva              | Russia                            |
| 29                                | 19                                | Kadijk R. - Mooren                | Paesi Bassi                       |
| 30                                | 20                                | Kuhn - Schwer2                    | Svizzera                          |
| 31                                | 21                                | Candelas - Garcia                 | Messico                           |
| 32                                | 22                                | Teru Saiki - Kusuhara             | Giappone                          |
| 33                                | 23                                | Saka - Rtvelo                     | Georgia                           |
| 81                                | 24                                | Augoustides - Nel                 | Sudafrica                         |

1 Nella squadra brasiliana Juliana Felisberta, infortunata, è stata sostituita da Ana Paula Connelly, infortunato.
2 La squadra austriaca composta da Montagnolli e Swoboda è stata sostituita dalla squadra svizzera composta da Kuhn e Schwer, per cause mediche.

## Calendario
| Uomini | 1°T | 1°T | 1°T | 1°T | 1°T | 1°T | Ot. | Ot. |    | Q. |    | SF |        | Finale | 1 |
| Donne  | 1°T | 1°T | 1°T | 1°T | 1°T | 1°T | Ot. | Ot. | Q. |    | SF |    | Finale |        | 1 |
| Totale |     |     |     |     |     |     |     |     |    |    |    |    | 1      | 1      | 2 |

|  | Qualificazioni |  | FINALI |

## Podi

### Uomini
| Evento                           | Oro                                     | Argento                                    | Bronzo                              |
| Beach volley maschile (dettagli) | Stati Uniti Phil Dalhausser Todd Rogers | Brasile Márcio Araújo Fábio Luiz Magalhães | Brasile Ricardo Santos Emanuel Rego |

### Donne
| Evento                            | Oro                                       | Argento                | Bronzo                 |
| Beach volley femminile (dettagli) | Stati Uniti Kerri Walsh Misty May-Treanor | Cina Tian Jia Wang Jie | Cina Xue Chen Zhang Xi |

## Medagliere
| Posizione | Paese       |   |   |   | Totale |
| --------- | ----------- | - | - | - | ------ |
| 1         | Stati Uniti | 2 | 0 | 0 | 2      |
| 2         | Cina        | 0 | 1 | 1 | 2      |
| 2         | Brasile     | 0 | 1 | 1 | 2      |
| Totale    | Totale      | 2 | 2 | 2 | 6      |